# Витримка (психологія)
Витримка — це здатність вольовим зусиллям швидко гальмувати (послаблювати, сповільнювати) дії, почуття та думки, що заважають здійсненню прийнятого рішення; здатність утримуватися від дій, які усвідомлюються як неадекватні з прагматичних, моральних чи якихось інших
міркувань. Витримана людина навіть в екстремальних умовах не втрачає присутності духу, зберігає
холоднокровність, уміє «взяти себе в руки».